# Mistrzostwa Polski w kolarstwie torowym – wyścig na 500 metrów ze startu zatrzymanego kobiet
Mistrzostwa Polski w kolarstwie torowym w konkurencji wyścigu na 500 metrów ze startu zatrzymanego kobiet zostały rozegrane pierwszy raz w 1987 w Łodzi, następnie odbyły się w 1988, 1990, 1991, 1992 i po przerwie są rozgrywane corocznie od 1994.

## Medalistki
| Rok  | Złoto                   | Srebro                  | Brąz                    |
| 1987 | Izabela Iwaszkiewicz    | Małgorzata Sandej       | Małgorzata Jędrzejewska |
| 1988 | Małgorzata Sandej       | Agnieszka Godras        | Bogumiła Matusiak       |
| 1990 | Agnieszka Godras        | Małgorzata Jędrzejewska | Justyna Michalak        |
| 1991 | Małgorzata Jędrzejewska | Agnieszka Godras        | Bogumiła Matusiak       |
| 1992 | Małgorzata Jędrzejewska | Agnieszka Godras        | Agata Nowicka           |
| 1994 | Agnieszka Godras        | Agnieszka Wiśniewska    | Małgorzata Jędrzejewska |
| 1995 | Agnieszka Godras        | Małgorzata Jędrzejewska | Agnieszka Wiśniewska    |
| 1996 | Agnieszka Godras        | Marzena Piskuła         | Małgorzata Sandej       |
| 1997 | Agnieszka Godras        | Marzena Piskuła         | Małgorzata Sandej       |
| 1998 | Monika Tyburska         | Agnieszka Wilczyńska    | Anna Skawińska          |
| 1999 | Monika Cegła            | Anna Skawińska          | Agnieszka Wilczyńska    |
| 2000 | Agnieszka Wilczyńska    | Monika Tyburska         | Monika Cegła            |
| 2001 | Agnieszka Wilczyńska    | Monika Cegła            | Katarzyna Jagusiak      |
| 2002 | Monika Cegła            | Agnieszka Wilczyńska    | Joanna Ignasiak         |
| 2003 | Katarzyna Jagusiak      | Agnieszka Kendysz       | Agnieszka Pietr         |
| 2004 | Magdalena Sara          | Paulina Cieślik         | Martyna Ryńska          |
| 2005 | Magdalena Sara          | Paulina Cieślik         | Marta Janowiak          |
| 2006 | Magdalena Sara          | Renata Dąbrowska        | Paulina Cieślik         |
| 2007 | Aleksandra Drejgier     | Renata Dąbrowska        | Dominika Mączka         |
| 2008 | Aleksandra Drejgier     | Renata Dąbrowska        | Marta Janowiak          |
| 2009 | Aleksandra Drejgier     | Renata Dąbrowska        | Katarzyna Pawłowska     |
| 2010 | Małgorzata Wojtyra      | Renata Dąbrowska        | Marta Janowiak          |
| 2011 | Małgorzata Wojtyra      | Katarzyna Pawłowska     | Urszula Łoś             |
| 2012 | Małgorzata Wojtyra      | Natalia Rutkowska       | Eugenia Bujak           |
| 2013 | Urszula Łoś             | Eugenia Bujak           | Natalia Rutkowska       |
| 2014 | Katarzyna Kirschenstein | Małgorzata Wojtyra      | Julita Jagodzińska      |
| 2015 | Urszula Łoś             | Katarzyna Kirschenstein | Małgorzata Wojtyra      |
| 2016 | Urszula Łoś             | Julita Jagodzińska      | Nikola Różyńska         |
| 2017 | Monika Graczewska       | Karolina Pizoń          | Nikola Różyńska         |
| 2018 | Urszula Łoś             | Julita Jagodzińska      | Karolina Pizoń          |
| 2019 | Julita Jagodzińska      | Aleksandra Tołomanow    | Paulina Petri           |
| 2020 | Urszula Łoś             | Marlena Karwacka        | Nikola Sibiak           |
| 2021 | Urszula Łoś             | Nikola Sibiak           | Paulina Petri           |
| 2022 | Marlena Karwacka        | Urszula Łoś             | Nikola Sibiak           |
| 2023 | Marlena Karwacka        | Paulina Petri           | Nikola Seremak          |
| 2024 | Paulina Petri           | Natalia Walecka         | Weronika Skrzyńska      |